# 京都府道801号京都八幡木津自転車道線

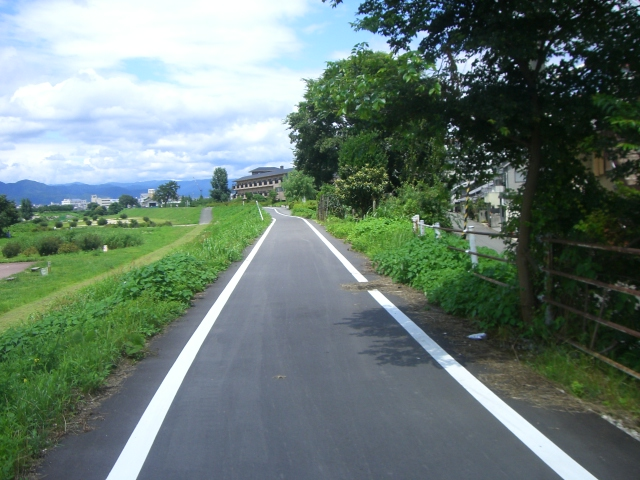
京都八幡木津自転車道（桂川区間）

京都府道801号京都八幡木津自転車道線（きょうとふどう801ごう きょうとやわたきづじてんしゃどうせん）は、京都府京都市西京区嵐山上河原町を起点に、木津川市木津に至る一般府道自転車道である。
全線45キロメートル（km）をさす公的な通称は京奈和自転車道であり、終点付近で分岐して奈良県方面へ接続する。

## 概要

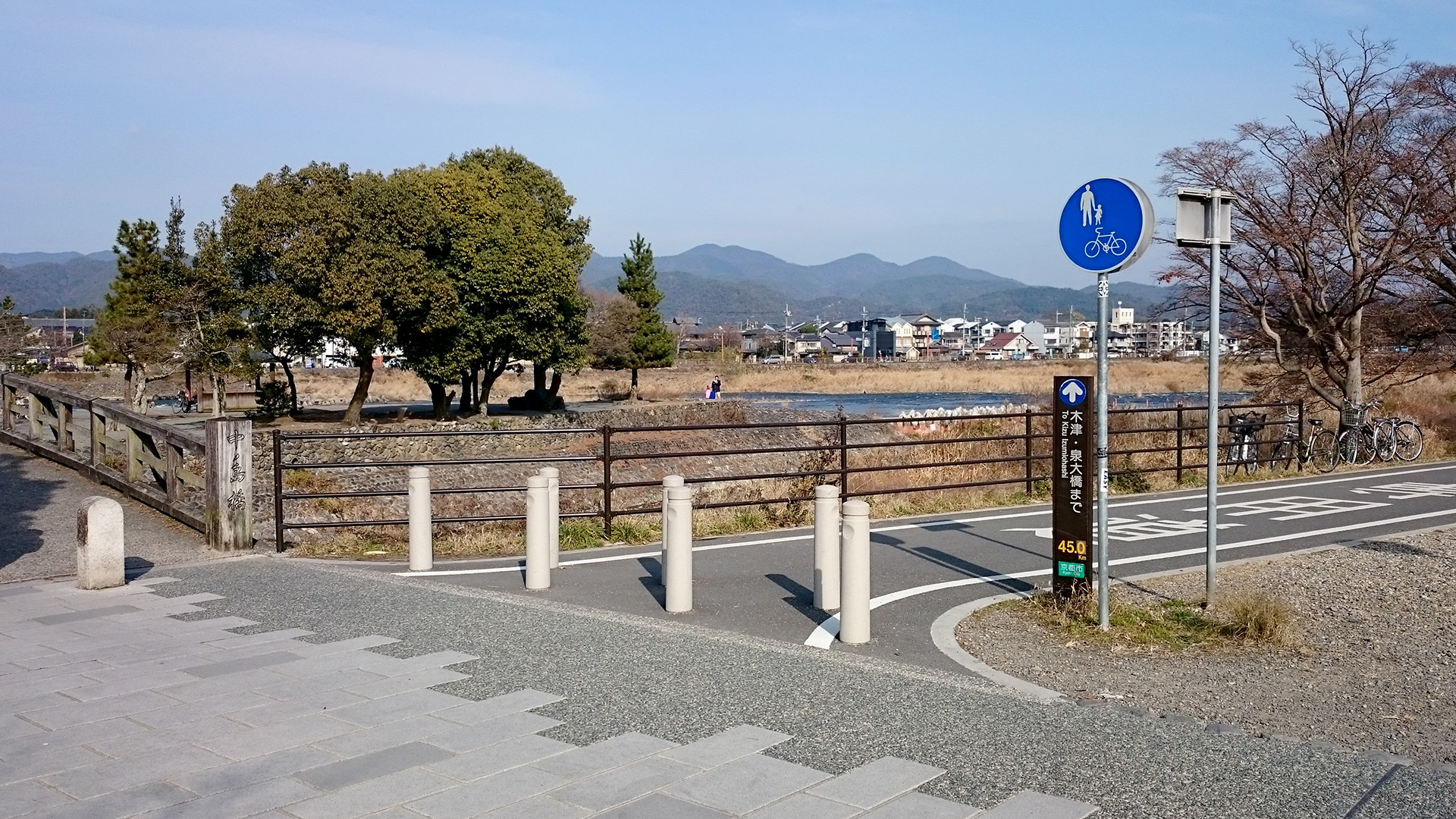
自転車道 嵐山側の起点（中ノ島橋南詰）。2014年以前の起点は、東へ150 mほど離れたテニスコート付近に在った。

自転車道 木津川市側の終点。

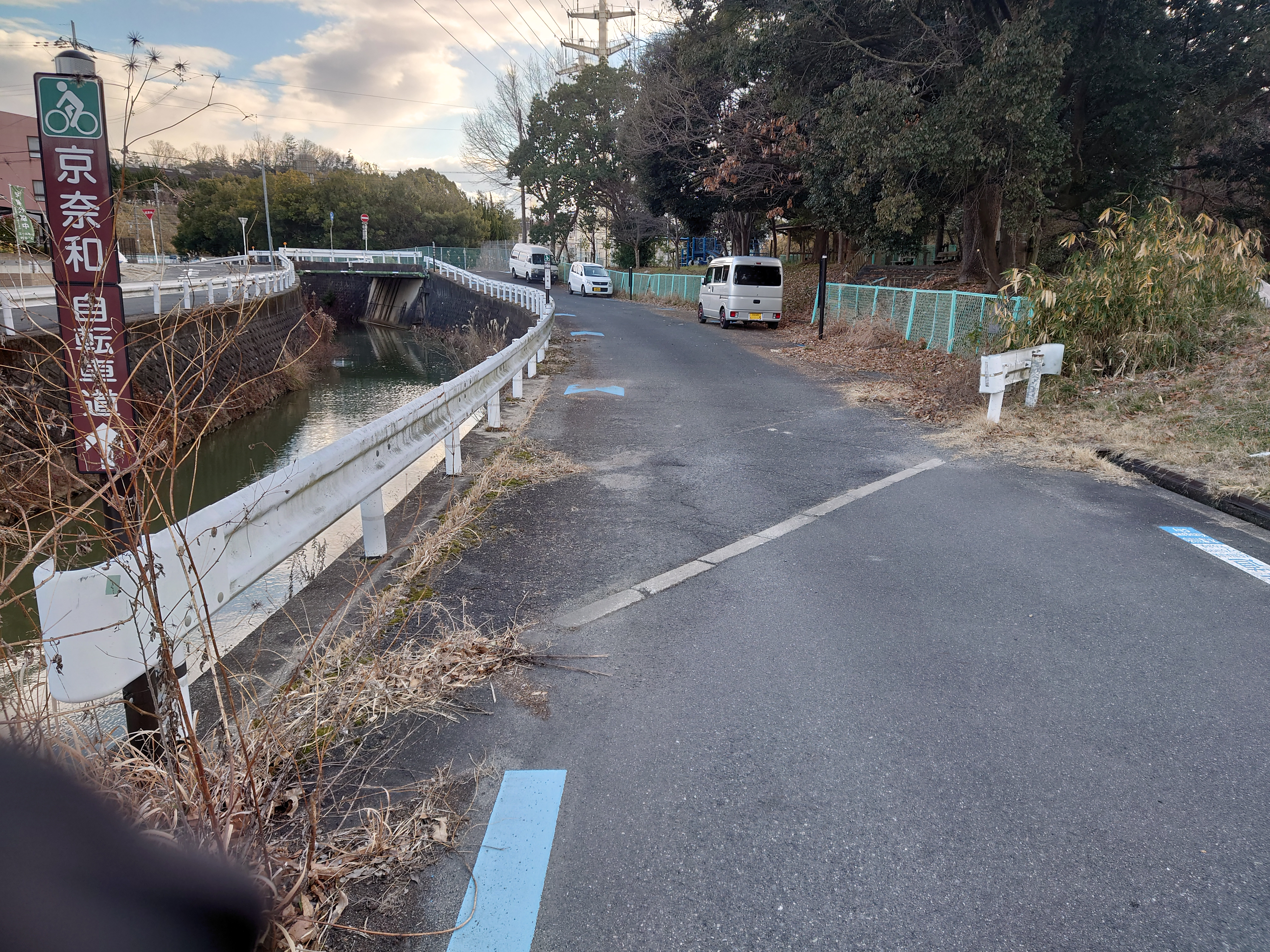
京奈和自転車道の京都府と奈良県の府県境。手前の水色の道路標示は京都府により、茶色の看板は奈良県により整備された

京都八幡木津自転車道は、主に桂川、木津川に沿って南進する自転車・歩行者専用道路である。
終点は国道24号、泉大橋南詰であるが、その手前の木津門樋で山松川、鹿川方面へ進み平城山駅へ進む経路が整備されており、奈良県道280号大和青垣吉野川自転車道線 、和歌山県道803号紀の川自転車道線を結んで、嵐山から和歌山港に至る京奈和自転車道として整備が進んでいる。
京都市が管理する、京都市域のみ「桂川サイクリングロード」が公的な通称（愛称）として案内看板などに使われている。京都府が管理する木津川沿いは「木津川サイクリングロード」と呼ぶが、整備当時に立てられた案内看板では使われていない。

### 路線データ
- 起点 ：京都府京都市西京区嵐山上河原町（中ノ島橋南詰）北緯35度0分42.7秒 東経135度40分49秒
- 終点 ：京都府木津川市木津（泉大橋左岸）北緯34度44分28.5秒 東経135度49分20.6秒
- 主な経由地 ：京都市（右京区 - 南区 - 伏見区） - 八幡市 - 京田辺市 - 相楽郡精華町
- 路線延長 ：約45 km
- 幅員 ：3 m

### 管理延長
- 京都市／約18 km（京都市西京区嵐山 - 京都市・八幡市境まで）[4] 1983年（昭和58年）整備完了
- 京都府／約27 km（京都市・八幡市境 - 木津川市木津）[4] 1987年（昭和62年）整備完了

## 路線状況

### 重複区間
- 国道9号（西大橋）
- 京都府道202号伏見向日線（久我橋東詰 - 京川橋東詰 間）
- 京都府道13号京都守口線（御幸橋）

## 地理

### 接続道路
- 京都府道134号嵐山停車場線
- 国道9号
- 京都府道142号沓掛西大路五条線
- 国道171号（久世橋通）
- 京都府道14号大阪高槻京都線（国道171号重複）
- 京都府道201号中山稲荷線
- 京都府道202号伏見向日線
- 京都府道204号奥海印寺納所線（宮前橋）
- 京都府道13号京都守口線
- 京都府道22号八幡木津線
- 国道1号（京都府道736号交野久御山線重複）
- 京都府道281号八幡城陽線（上津屋橋＝木津川流れ橋）
- 京都府道282号内里城陽線
- 京都府道251号富野荘八幡線
- 国道307号（山城大橋）
- 京都府道65号生駒井手線（玉水橋）
- 京都府道71号枚方山城線（開橋）
- 国道24号（泉大橋）
- 京都府道47号天理加茂木津線

### 沿線
- 京都市立嵐山東小学校
- 阪急電鉄嵐山線 松尾大社駅
- 京都市立松尾中学校
- 京都市西京極総合運動公園
- GSユアサ
- 京都電子工業
- 吉祥院運動公園
- 京都市上下水道局 鳥羽水環境保全センター
- 鳥羽の大石
- 京都市立下鳥羽小学校
- 魚市場遺跡碑
- 京都市立横大路小学校
- 京都府立洛水高等学校
- 京都市立洛水中学校
- 京都市立納所小学校
- 淀城跡公園
- 林ノ元放流警報所
- かわきた自然運動公園
- 淀川三川合流域 さくらであい館
- 背割堤
- 八幡市 市民協働活動センター
- 上津屋橋 (流れ橋)
- パナソニック電工物流 住建田辺物流センター
- 田辺木津川つつみ緑地
- 田辺木津川運動公園
- 京田辺市立田辺東小学校
- 精華町立むくのきセンター
- 木津川上流浄化センター
- 祝園神社
- 木津グラウンド
- 和泉式部墓
- 大智寺

## 画像

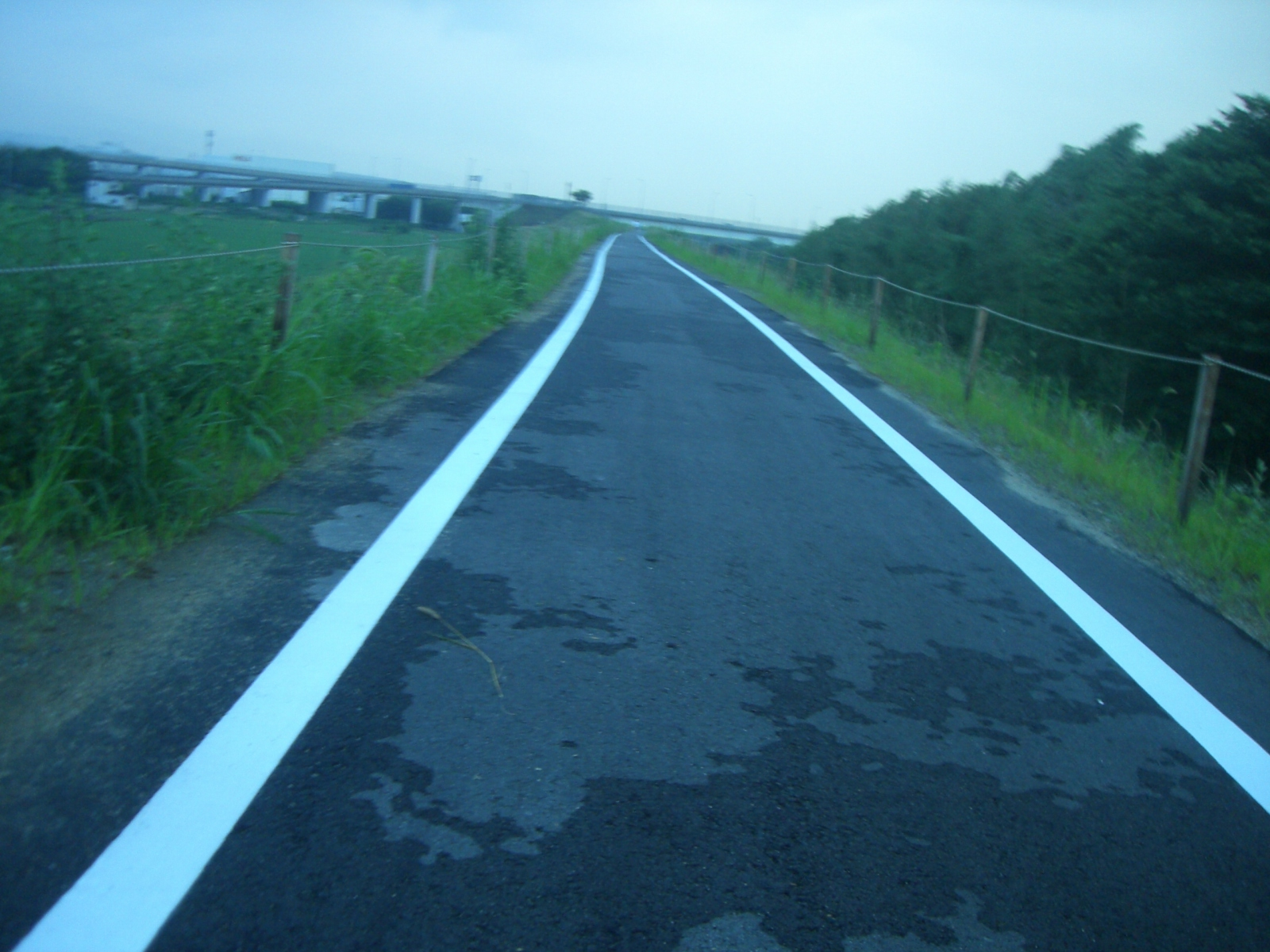
京都八幡木津自転車道（木津川区間）
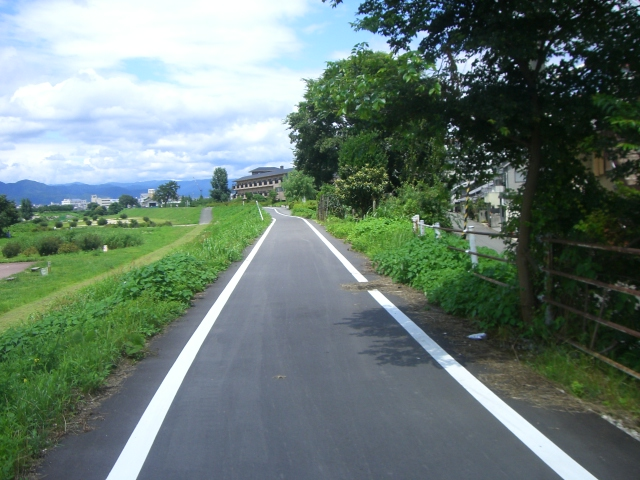
京都八幡木津自転車道（桂川区間）
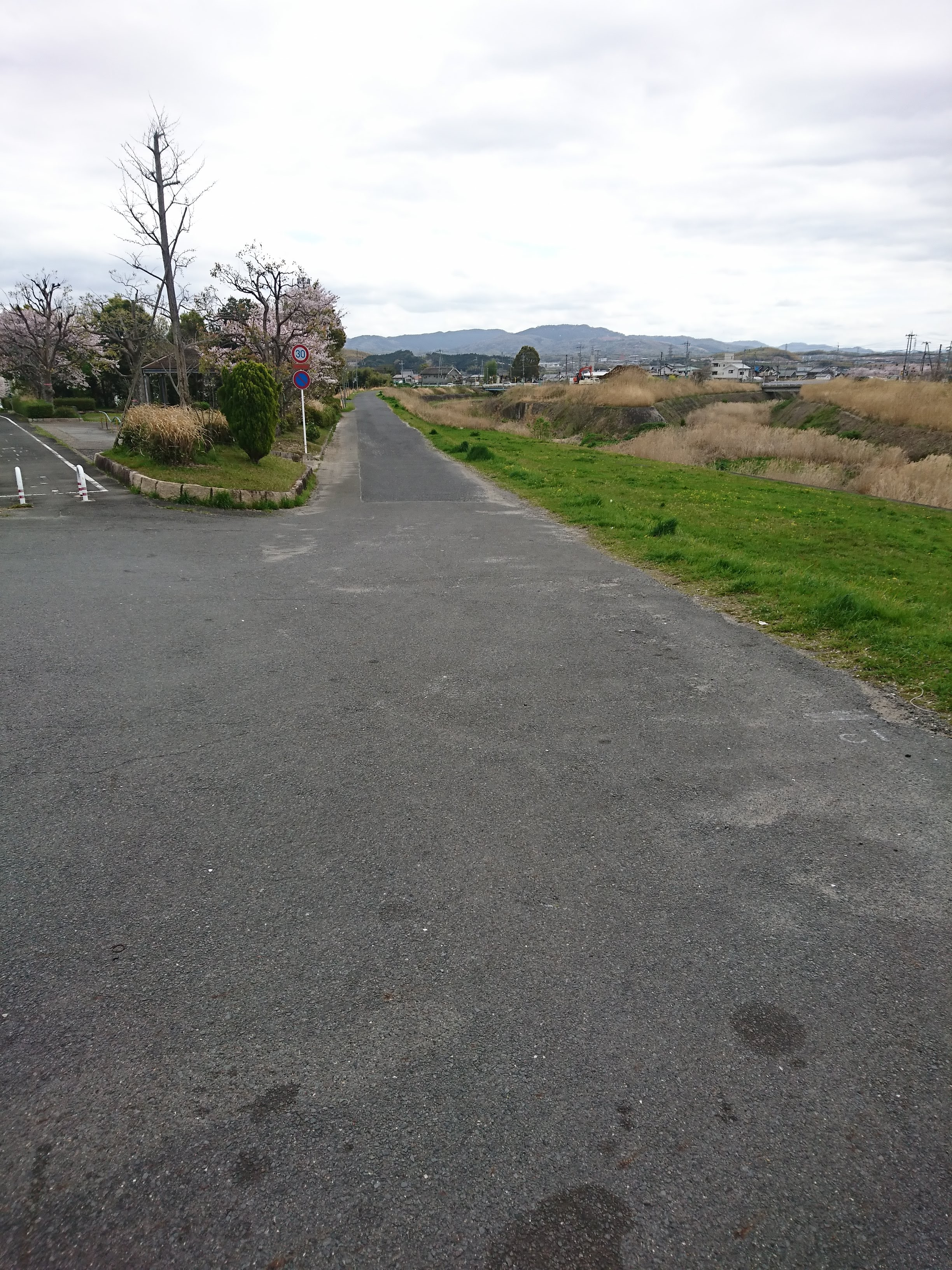
京奈和自転車道の奈良方面へ向かう分岐